# سید مهدی رحمتی

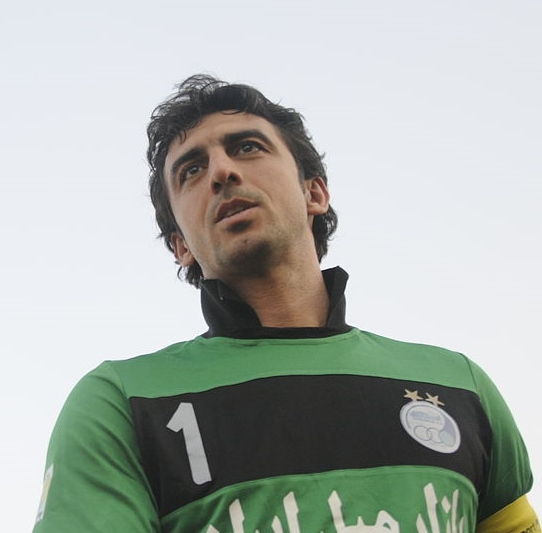
سید مهدی رحمتی

سید مهدی رحمتی اسکویی (زاده ۱۴ بهمن ۱۳۶۱ در تهران) دروازه‌بان سابق و سرمربی فوتبال اهل ایران است.
او همچنین سابقه سنگربانی در تیم‌های استقلال تهران، فجر سپاسی شیراز، سپاهان اصفهان، مس کرمان، پیکان و پدیده مشهد را در کارنامه دارد.

## زندگی شخصی
رحمتی در یک خانواده مذهبی چهار نفره، از والدینی آذربایجانی در تهران به دنیا آمد، وی متأهل و دارای دو فرزند به نام‌های علی و عطا است.
همچنین وی در اواخر سال ۱۳۸۹ در مصاحبه‌ای مدعی شد در اوایل دوران جوانی برای گذران زندگی با ماشین شخصی مسافرکشی می‌کرده است.

## عملکرد باشگاهی
سال ۱۳۷۴ اولین قراردادش را با تیم نوجوانان پاس امضاء کرد و تا سال ۱۳۷۶ درتمامی رده‌های سنی این باشگاه بازی کرد. بعد به تیم دخانیات و سپس به تیم فجر شهید سپاسی پیوست در آنجا بود که رحمتی در سطح اول فوتبال ایران مطرح شد و بعد از چهار فصل حضور در فجر شهید سپاسی به تیم سپاهان اصفهان پیوست. حضور او در سپاهان به یک فصل بیشتر نرسید تا این که در سال ۱۳۸۴ پیراهن استقلال تهران را بر تن کرد. وی بعد از ۲ فصل بازی در استقلال، ۲ فصل هم تیم در مس کرمان حضور یافت و در ابتدای لیگ نهم دوباره به سپاهان بازگشت. رحمتی در سال ۱۳۸۸ توانست دروازه‌بان اول تیم ملی شود. وی پس‌از ۲ فصل بازی در تیم سپاهان اصفهان بار دیگر در سال ۱۳۹۰ به استقلال تهران بازگشت.
در ۲۵ اسفند ۱۳۹۰ در حساس‌ترین بازی سال استقلال که این تیم می‌توانست بعد از ۳ سال به قهرمانی در فوتبال برتر ایران رسیده و برای ششمین بار قهرمان جام حذفی شود، او با لباسی به زمین رفت که ناصر حجازی برایش به یادگار گذاشته بود. لباسی که روزگاری ناصر حجازی با آن توانست ستاره برتر بازی ایران و کره شمالی باشد در پیونگ یانگ و از آنجا به عقاب آسیا مشهور شود. لباسی سبز رنگ که حجازی از آن خاطرات زیادی در بازی‌های ملی داشت.رحمتی پس از ۳ سال حضور در استقلال و اختلاف با مدیریت جدید باشگاه به تیم تازه لیگ برتر شدهٔ پیکان پیوست و بعد یک فصل ناموفق دوباره به استقلال پیوست و تا سال ۹۷دروازه‌بان استقلال است.او سال ۹۸ به باشگاه فوتبال پدیده پیوست و یک فصل برای این تیم بازی کرد.

## عملکرد ملی
سید مهدی رحمتی سال‌ها دروازه‌بان نخست و بدون جانشین تیم ملی ایران بود و در ۷۶ بازی رسمی پیراهن تیم ملی را بر تن کرده است و او در این مدت در ۳۶ بازی موفق به ثبت کلین‌شیت شده تا در ۴۶ درصد بازی‌های ملی دروازه خود را بسته نگه داشته باشد و همچنین سید مهدی رحمتی بعد از علیرضا بیرانوند در تیم ملی فوتبال ایران بیشترین تعداد کلین‌شیت را در اختیار دارد و با ۷۶ بازی بیشترین بازی ملی را در پست دروازه‌بانی برای تیم ملی ایران انجام داده است. شاید اگر داستان خداحافظی او از تیم ملی و مشکلاتش با کارلوس کی‌روش پیش نمی‌آمد، آمار مهدی رحمتی خیلی بیشتر از اینها می‌شد و او با عبور از عابدزاده، می‌توانست در زمینه بازی‌های ملی در تیم ملی ایران، به آماری دست نیافتنی برسد.

## افتخارات

### باشگاهی
لیگ برتر:

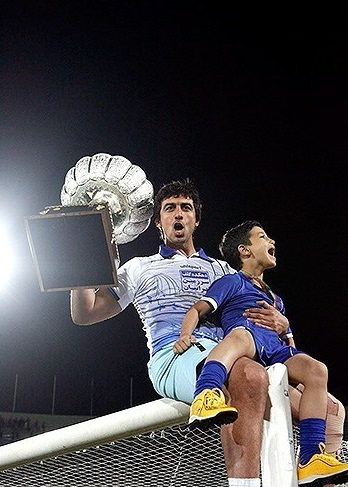
رحمتی پس از قهرمانی در لیگ برتر فوتبال ایران ۹۲-۹۱ با تیم استقلال تهران

- قهرمانی در لیگ برتر فوتبال ایران ۸۵-۸۴ به همراه تیم استقلال تهران
- قهرمانی در لیگ برتر فوتبال ایران ۸۹-۸۸ به همراه تیم سپاهان اصفهان
- قهرمانی در لیگ برتر فوتبال ایران ۹۰-۸۹ به همراه تیم سپاهان اصفهان
- قهرمانی در لیگ برتر فوتبال ایران ۹۲-۹۱ به همراه تیم استقلال تهران
- نایب قهرمانی در لیگ برتر ۹۶–۹۵ به همراه تیم استقلال تهران

جام حذفی:
- قهرمانی در جام حذفی ۸۰-۷۹ به همراه تیم فجر سپاسی شیراز
- نایب قهرمانی در جام حذفی ۸۱-۸۰ به همراه تیم فجر سپاسی شیراز
- نایب قهرمانی در جام حذفی ۸۲-۸۱ به همراه تیم فجر سپاسی شیراز
- قهرمانی در جام حذفی ۹۱-۹۰ به همراه تیم استقلال تهران
- نایب قهرمانی در جام حذفی ۹۵–۹۴ به همراه تیم استقلال تهران
- قهرمانی در جام حذفی ۹۷–۹۶ به همراه تیم استقلال تهران

جام باشگاه‌های آسیا:
- نیمه نهایی جام باشگاه‌های آسیا ۲۰۱۳ به همراه استقلال تهران

تیم ملی فوتبال ایران:
- قهرمانی در فوتبال بازی‌های آسیایی ۲۰۰۲
- قهرمانی در مسابقات فوتبال غرب آسیا ۲۰۰۸

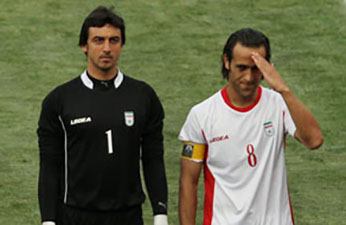
مهدی رحمتی چپ و علی کریمی در تیم ملی

### به عنوان سرمربی
- نایب قهرمانی جام حذفی فوتبال ایران ۰۱–۱۴۰۰ به همراه آلومینیوم اراک

### رکوردها و افتخارات فردی
- رکورد دار بیشترین تعداد کلین شیت در  تیم ملی ایران با ثبت ۳۵ کلین شیت
- دومین رکورددار تعداد بازی در تاریخ لیگ برتر ایران با ۴۶۶ بازی، بعد از سید جلال حسینی
- رکورددار تعداد کلین‌شیت در تاریخ لیگ برتر ایران با ۱۹۱ کلین‌شیت
- رکورددار تعداد مهار پنالتی در تاریخ لیگ برتر ایران با مهار ۲۳ پنالتی
- رکورددار تعداد کلین‌شیت در تاریخ شهرآورد تهران با ثبت ۹ کلین‌شیت
- رکورددار تعداد کاپیتانی در تاریخ باشگاه استقلال با ثبت ۱۷۲ بار کاپیتانی
- رکورددار تعداد کلین‌شیت در لیگ قهرمانان آسیا در بین دروازه‌بانهای ایرانی با ثبت ۲۴ کلین‌شیت
- رکورددار تعداد کلین‌شیت در یک دوره از بازیهای لیگ برتر ایران با ثبت ۲۱ کلین‌شیت در ۳۴ بازی در فصل ۹۲–۱۳۹۱ در دروازه استقلال
- رکورددار تعداد بازی در بین تمامی دروازه‌بانهای تاریخ باشگاه استقلال با انجام ۲۶۵ بازی (نفر هشتم تاریخ باشگاه استقلال)
- انتخاب به عنوان دومین بازیکن برتر ایران در سال ۱۳۹۱[۱۴]
- تیم منتخب لیگ برتر فوتبال ایران فصل ۹۲–۱۳۹۱[۱۵]
- جزء ۵ بازیکن پرافتخار لیگ برتر فوتبال ایران با ۴ عنوان قهرمانی به همراه تیم‌های استقلال و سپاهان[۱۶]
- بهترین دروازه‌بان فصل ۸۷–۱۳۸۶ لیگ برتر ایران
- بهترین دروازه‌بان فصل ۹۰–۱۳۸۹ لیگ برتر ایران
- بهترین دروازه‌بان فصل ۹۱–۱۳۹۰ لیگ برتر ایران
- بهترین دروازه‌بان فصل ۹۲–۱۳۹۱ لیگ برتر ایران
- بهترین دروازه‌بان سال ۱۳۹۴ نوروز فوتبالی
- بهترین دروازه‌بان سال ۱۳۹۵ نوروز فوتبالی
- از جمله بازیکنانی که در ۲۱ دوره متوالی لیگ فوتبال ایران به صورت متوالی حضور داشته است (دو دوره آخر لیگ آزادگان و نوزده دوره اول لیگ برتر)
- بهترین دروازه‌بان آسیا: ۲۰۱۰

منبع:

## آمار سرمربی‌گری
| تیم            | کشور  | از            | تا            | رکورد | رکورد | رکورد | رکورد | رکورد   |
| تیم            | کشور  | از            | تا            | G     | W     | D     | L     | پیروز % |
| -------------- | ----- | ------------- | ------------- | ----- | ----- | ----- | ----- | ------- |
| پدیده مشهد     | ایران | ۹ شهریور ۱۳۹۹ | ۹ شهریور ۱۴۰۰ | ۳۴    | ۱۰    | ۸     | ۱۶    | ۰۲۹     |
| آلومینیوم اراک | ایران | ۲۳ اسفند ۱۴۰۰ | ۱۴ خرداد ۱۴۰۲ | ۴۳    | ۱۳    | ۲۲    | ۸     | ۰۳۰     |
| نساجی مازندران | ایران | ۱۶ خرداد ۱۴۰۲ | ۲۸ آذر ۱۴۰۲   | ۲۱    | ۵     | ۴     | ۱۲    | ۰۲۴     |
| هوادار تهران   | ایران | ۳ مرداد ۱۴۰۳  | ۱ دی ۱۴۰۳     | ۱۴    | ۱     | ۵     | ۸     | ۰۰۷     |
| شمس‌آذر قزوین   | ایران | ۲۱ دی ۱۴۰۳    | خرداد ۱۴۰۴    | ۱۶    | ۴     | ۴     | ۸     | ۰۲۵     |
| مجموع          | مجموع | مجموع         | مجموع         | ۱۲۸   | ۳۳    | ۴۳    | ۵۲    | ۰۲۶     |

## آمار باشگاهی

### تیم‌های باشگاهی
آخرین به روز رسانی جدول پنجم دی ۱۳۹۷
| —              | —              | لیگ  | لیگ      | جام حذفی | جام حذفی | لیگ قهرمانان | لیگ قهرمانان | مجموع | مجموع    |
| فصل            | تیم            | بازی | کلین شیت | بازی     | کلین شیت | بازی         | کلین شیت     | بازی  | کلین شیت |
| -------------- | -------------- | ---- | -------- | -------- | -------- | ------------ | ------------ | ----- | -------- |
| ۸۰–۱۳۷۹        | فجر سپاسی      | ۵    | ۰        | ۲        | ۰        | –            | –            | ۷     | ۰        |
| ۸۱–۱۳۸۰        | فجر سپاسی      | ۱۱   | ۰        | ۱        | ۰        | ۲            | ۰            | ۱۴    | ۰        |
| ۸۲–۱۳۸۱        | فجر سپاسی      | ۱۰   | ۰        | ۱        | ۰        | –            | –            | ۱۱    | ۰        |
| ۸۳–۱۳۸۲        | فجر سپاسی      | ۱۴   | ۰        | ۱        | ۰        | –            | –            | ۱۵    | ۰        |
| مجموع فجرسپاسی | مجموع فجرسپاسی | ۴۰   | ۰        | ۵        | ۰        | ۲            | ۰            | ۴۷    | ۰        |
| ۸۴–۱۳۸۳        | سپاهان         | ۲۶   | ۰        | ۰        | ۰        | ۶            | ۲            | ۳۲    | ۲        |
| مجموع سپاهان   | مجموع سپاهان   | ۲۶   | ۰        | ۰        | ۰        | ۶            | ۲            | ۳۲    | ۲        |
| ۸۵–۱۳۸۴        | استقلال        | ۱۴   | ۸        | ۰        | ۰        | –            | –            | ۱۴    | ۸        |
| ۸۶–۱۳۸۵        | استقلال        | ۹    | ۳        | ۱        | ۰        | –            | –            | ۱۰    | ۳        |
| مجموع استقلال  | مجموع استقلال  | ۲۳   | ۱۱       | ۱        | ۰        | –            | –            | ۲۴    | ۱۱       |
| ۸۷–۱۳۸۶        | مس             | ۳۳   | ۱۱       | ۱        | ۰        | –            | –            | ۳۴    | ۱۱       |
| ۸۸–۱۳۸۷        | مس             | ۳۳   | ۹        | ۰        | ۰        | –            | –            | ۳۳    | ۹        |
| مجموع مس       | مجموع مس       | ۶۶   | ۲۰       | ۱        | ۰        | –            | –            | ۶۷    | ۲۰       |
| ۸۹–۱۳۸۸        | سپاهان         | ۳۰   | ۹        | ۱        | ۱        | ۶            | ۳            | ۳۷    | ۱۳       |
| ۹۰–۱۳۸۹        | سپاهان         | ۳۳   | ۱۵       | ۳        | ۲        | ۷            | ۱            | ۴۳    | ۱۸       |
| مجموع سپاهان   | مجموع سپاهان   | ۶۳   | ۲۴       | ۴        | ۳        | ۱۳           | ۴            | ۸۰    | ۳۱       |
| ۹۱–۱۳۹۰        | استقلال        | ۳۴   | ۱۳       | ۵        | ۵        | ۹            | ۵            | ۴۸    | ۲۳       |
| ۹۲–۱۳۹۱        | استقلال        | ۳۴   | ۲۱       | ۴        | ۳        | ۸            | ۴            | ۴۶    | ۲۸       |
| ۹۳–۱۳۹۲        | استقلال        | ۳۰   | ۱۴       | ۲        | ۲        | ۹            | ۲            | ۴۱    | ۱۸       |
| مجموع استقلال  | مجموع استقلال  | ۹۸   | ۴۸       | ۱۱       | ۱۰       | ۲۶           | ۱۱           | ۱۳۵   | ۶۹       |
| ۹۴–۱۳۹۳        | پیکان          | ۲۹   | ۹        | ۱        | ۰        | –            | –            | ۳۰    | ۹        |
| مجموع پیکان    | مجموع پیکان    | ۲۹   | ۹        | ۱        | ۰        | –            | –            | ۳۰    | ۹        |
| ۹۵–۱۳۹۴        | استقلال        | ۲۶   | ۱۱       | ۴        | ۰        | –            | –            | ۳۰    | ۱۱       |
| ۹۶–۱۳۹۵        | استقلال        | ۲۲   | ۷        | ۴        | ۳        | ۹            | ۴            | ۳۵    | ۱۴       |
| ۹۷–۱۳۹۶        | استقلال        | ۱۰   | ۶        | ۴        | ۲        | ۴            | ۲            | ۱۸    | ۱۰       |
| ۹۸–۱۳۹۷        | استقلال        | ۱۶   | ۱۲       | ۱        | ۱        | ۴            | ۰            | ۲۱    | ۱۳       |
| مجموع استقلال  | مجموع استقلال  | ۷۴   | ۳۶       | ۱۳       | ۶        | ۱۷           | ۶            | ۱۰۴   | ۴۸       |
| ۱۳۹۸–۹۹        | پدیده          | ۲۹   | ۱۲       | ۱        | ۰        | ۴            | ۱            | ۳۴    | ۱۳       |
| مجموع پدیده    | مجموع پدیده    | ۲۹   | ۱۲       | ۱        | ۰        | ۴            | ۱            | ۳۴    | ۱۳       |
| مجموع آمار     | مجموع آمار     | ۴۴۸  | ۱۶۰      | ۳۷       | ۱۹       | ۶۸           | ۲۴           | ۵۵۳   | ۲۰۳      |

نکته ۱: تعداد ۴۱۰ بازی در لیگ برتر و ۵ بازی در فصل ۸۰–۷۹ با پیراهن فجرسپاسی در لیگ آزادگان
نکته ۲: تعداد ۵۸ بازی در لیگ قهرمانان و ۲ بازی در مسابقات جام در جام باشگاه‌های آسیا با پیراهن فجرسپاسی
در ادامه لازم به یادآوری است که تعداد بازی رسمی رحمتی در لیگ قهرمانان ۵۵ بازی بوده و ۳ بازی در مرحله پلی‌آف انجام داده است.
نکته ۳: تعداد ۲۲ کلین شیت در لیگ قهرمانان و ۲ کلین شیت در مرحله پلی‌آف لیگ قهرمانان

## خداحافظی از تیم ملی و حواشی آن

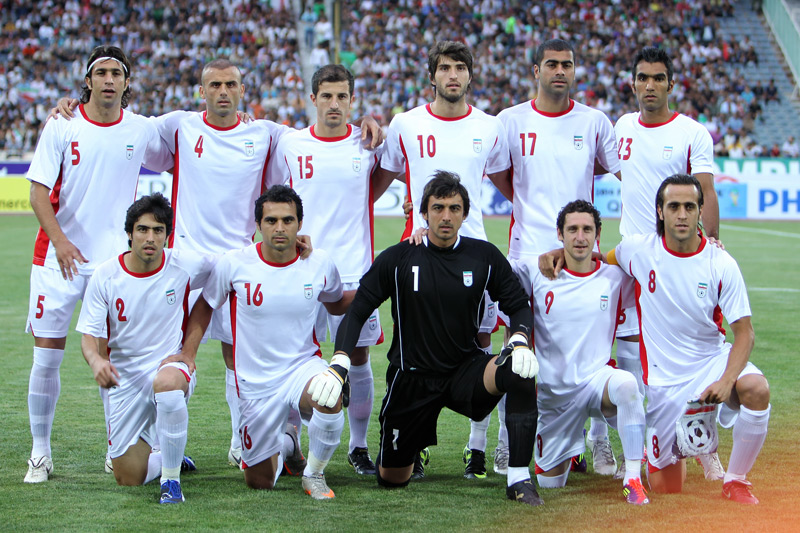
مهدی رحمتی، بازی با مالدیو در انتخابی جام جهانی ۲۰۱۴، ۱ مرداد ۱۳۹۰، ورزشگاه آزادی تهران

رحمتی در ۱ بهمن ۱۳۹۱ در اقدامی از تیم ملی فوتبال ایران به صورت موقت خداحافظی کرد و علت این اتفاق را «تصمیمی شخصی و نیاز به استراحت و آرامش» عنوان کرد. تصمیمی که کارلوس کی‌روش نیز از آن حمایت کرده و گفت: «دلیل این تصمیم‌گیری رحمتی را نمی‌دانم و اینکه آیا به مسائل شخصی مربوط است یا خانوادگی ولی اگر واقعیت داشته باشد ما باید به چنین تصمیمی احترام بگذاریم». رحمتی در خرداد ۱۳۹۲ عذرخواهی‌اش از کی‌روش را اعلام کرد و گفت: «آماده‌ام که به تیم ملی کمک کنم، اگر هم دعوت نشوم در خانه دست به دعا خواهم بود تا تیم ملی موفق باشد». وی همچنین در سال ۱۳۹۳ در برنامه ورزش از نگاه دو اعلام کرد که «در مورد کناره‌گیری از تیم ملی اشتباه کرده‌ام». او پس از خداحافظی از تیم ملی هرگز به تیم ملی دعوت نشده است.

## آمار ملی

### بازی‌های ملی
| ایران | ایران | ایران    | ایران    |
| سال   | بازی  | کلین شیت | گل خورده |
| ----- | ----- | -------- | -------- |
| ۲۰۰۴  | ۶     | ۲        | ۵        |
| ۲۰۰۵  | ۱     | ۰        | ۱        |
| ۲۰۰۷  | ۳     | ۱        | ۵        |
| ۲۰۰۸  | ۱۴    | ۷        | ۸        |
| ۲۰۰۹  | ۱۹    | ۸        | ۱۵       |
| ۲۰۱۰  | ۱۱    | ۶        | ۸        |
| ۲۰۱۱  | ۱۳    | ۸        | ۵        |
| ۲۰۱۲  | ۹     | ۴        | ۸        |
| مجموع | ۷۶    | ۳۶       | ۵۸       |

## دروازه بسته
مهدی رحمتی در لیگ برتر فوتبال ایران ۹۲–۱۳۹۱ با تیم استقلال موفق به ثبت ۲۸ کلین شیت در ۴۶ بازی شد.
این دروازه‌بان در ۳۴ بازی لیگ برتری در فصل مذکور در ۲۱ بازی دروازه خود را بسته نگه داشت همچنین وی از چهار بازی برگزار شده در جام حذفی توانست در سه مسابقه دروازه اش را بسته نگه دارد و در هشت بازی که در لیگ قهرمانان برگزار شد در ۴ بازی دروازه استقلال را بسته نگه داشت تا در مجموع ۴۶ مسابقه‌ای که استقلال در این فصل انجام داد توانست در ۲۸ مسابقه دروازه خود را بسته نگه دارد که در ادوار گذشته فوتبال ایران ثبت چنین آماری از سوی یک دروازه‌بان بی‌سابقه بوده است.
رحمتی در شهرآورد هشتاد و هشتم که در مهرماه ۱۳۹۷ برگزار شد، با ثبت نهمین کلین شیت خود در طول دربی‌ها به رکورددار کلین شیت در دربی تهران تبدیل شد؛ این رکورد مشترکاً در دست خودش و احمدرضا عابدزاده بود و رحمتی توانست با ثبت یک کلین شیت در دربی هشتاد و هشتم به تنهایی در صدر آمار کلین شیت تاریخ شهرآورد تهران باشد. رحمتی همچنین در این بازی ۱۴مین دربی خود را تجربه کرد و برای رسیدن به رکورد ۱۶ بازی ناصر حجازی فقط دو بازی فاصله داشت تا پس از کلین شیت از نظر تعداد بازی نیز به اولین دروازه‌بان دربی‌ها تبدیل شود
رحمتی تنها بازیکنی است که در نوزده دوره لیگ برتر ایران حاضر بوده است و در تمام نوزده دوره بازی کرده است